# Маріка мозамбіцька
Ма́ріка мозамбіцька (Cinnyris neergaardi) — вид горобцеподібних птахів родини нектаркових (Nectariniidae). Мешкає в Мозамбіку і Південно-Африканській Республіці.

## Опис
Мозамбіцька маріка — дрібний птах з відносно коротким дзьобом. У дорослого самця голова, спина і горло зелені, металево-блискучі, крила чорні, надхвістя синє, хвіст коричнювато-чорний. Груди поцятковані жовтими плямками. На грудях вузька синя смуга, нижня частина грудей яскраво-червона, живіт чорний. У дорослих самиць голова і верхня частина тіла сірувато-коричневі, надхвістя оливково-коричневе, хвіст темно-коричневий. Над очима світлі «брови», нижня частина тіла бліда, сірувато-коричнева. Очі темно-карі, дзьоб і лапи чорні. Молоді птахи подібні до самиць.
Самиці мозамбіцької маріки мають коричневу верхню частину тіла і жовтувато-сіру нижню частину тіла. Молоді птахи подібні до самиць. Нижня частина тіла у самиць південної маріки сіріша, ніж у самиць капських нектарок, і тьмяніша, ніж у самиць брунатних нектарок.

## Поширення і екологія
Ареал мозамбіцької маріки обмежений вузькою прибережною смугою від Інямбане на півдні Мозамбіку до міста Ричардс-Бей на півночі Південно-Африканської Республіки в провінції Квазулу-Наталь. У Мозамбіку мешкає дві популяції мозамбіцьких марік: одна на півночі від річки Лімпопо, друга на південь від Мапуту. Вони живуть у сухих саванах і рідколіссях, у чагарникових заростях і в садах. Мозамбіцькі маріки живляться нектаром, комахами і павуками. Іноді вони приєднуються до змішаних зграй птахів разом з аметистовими нектарцями.

## Збереження
МСОП класифікує стан збереження цього виду як близький до загрозливого. За оцінками дослідників, популяція мозамбіцьких марік становить від 3300 до 6700 птахів. Їм загрожує знищення природного середовища.